# Hauptmann Conan und die Wölfe des Krieges
Hauptmann Conan und die Wölfe des Krieges (Originaltitel: Capitaine Conan) ist ein französischer Kriegsfilm von Bertrand Tavernier aus dem Jahr 1996 basierend auf dem preisgekrönten Roman von Roger Vercel mit Philippe Torreton in der Hauptrolle.

## Handlung
Im September 1918 neigt sich der seit vier Jahren in Europa tobende Erste Weltkrieg dem Ende zu. An der Salonikifront liefern sich die mit Deutschland verbündeten Bulgaren und die Alliierten harte Gefechte.
In der letzten Schlacht vor der Kapitulation Bulgariens wird das Sokol-Massiv von den Alliierten erstürmt und Hauptmann Conan und seine fünfzig Kampfgefährten, meist ehemalige Strafgefangene aus Militärgefängnissen, haben daran einen entscheidenden Anteil. Es handelt sich dabei um eine Spezialtruppe, die nach eigenen unbarmherzigen Regeln operiert. Sie fühlen sich als die wahren Helden, weshalb Conan den früheren Freund Norbert nicht mehr versteht, der nun für das Kriegsgericht Verbrechen der eigenen Truppen untersucht. Nachdem schließlich der Waffenstillstand unterzeichnet worden ist, kommen die Männer von Hauptmann Conan nach Rumänien. Einige bilden Banden, machen das Umland von Bukarest unsicher und terrorisieren die Zivilbevölkerung. Der Krieg hat die Männer zu Barbaren gemacht. Schließlich wird die Einheit an die russische Grenze versetzt, um gegen die Bolschewiki zu kämpfen.
Als sie endlich in ihre Heimat zurückkehren, hat das bürgerliche Leben keinen Platz mehr für sie, und sie versinken in der Bedeutungslosigkeit.

## Kritiken
Das Lexikon des internationalen Films bezeichnete den Film als „[e]ine anrührende Tragikomödie, getragen von einem brillanten Hauptdarsteller, die jede sinnstiftende Funktion des Krieges negiert und ein illusionsloses Bild entwirft“. Cinema meinte, Tavernier veranschauliche „schonungslos die Realität des Krieges“ und „verurteilt Militarismus ebenso wie falsch verstandenes Heldentum“. Das Fazit lautete: „Kraftvolle Abrechnung mit dem Kriegswahn.“

## Auszeichnungen

### César
Gewonnen:
- Beste Regie (Bertrand Tavernier)
- Bester Hauptdarsteller (Philippe Torreton)

Nominiert:
- Bester Film
- Bester Nachwuchsdarsteller (Samuel Le Bihan)
- Bestes Drehbuch (Bertrand Tavernier und Jean Cosmos)
- Bestes Szenenbild (Guy-Claude François)
- Beste Kostüme (Agnès Evein und Jacqueline Moreau)
- Bester Ton (Gérard Lamps und Michel Desrois)[4]

## Synchronisation
| Rolle              | Darsteller        | Synchronsprecher |
| ------------------ | ----------------- | ---------------- |
| Capt. Conan        | Philippe Torreton | Gudo Hoegel      |
| Commandant Bouvier | François Berléand | Dieter Memel     |
| Rouzic             | Jean-Yves Roan    | Thomas Albus     |
| Waffenspezialist   | Eric Savin        | Kai Taschner     |